# Gymnocarpos
Gymnocarpos es un género  de plantas fanerógamas   perteneciente a la familia de las cariofiláceas.  Comprende 16 especies descritas y de estas, solo 10 aceptadas.

## Descripción
Son arbustos bajos. Los tallos leñosos, muy ramificados. Hojas opuestas o verticiladas, carnosas, cilíndricas lineales; estípulas pequeñas, escariosas. Flores agrupadas en cortos pedúnculos, axilares o terminales, a veces en cimas como de color rojizo. Cáliz con la base en forma de urna y 5 lóbulos encapuchados y aristados, posteriormente endurecidos. Pétalos 5, corto, cerdosos. Estambres 5, alternando con los pétalos. Ovario 1 unicelular. Utrículo membranoso, indehiscente, con ruptura en la base, incluido dentro del cáliz. Semilla oblongo-reniforme, con embrión en forma de herradura que rodea el endospermo.

## Taxonomía
El género fue descrito por Peter Forsskål y publicado en Flora Aegyptiaco-Arabica 65. 1775. La especie tipo es: Gymnocarpos decandrus Forssk.	

## Especies aceptadas
A continuación se brinda un listado de las especies del género Gymnocarpos aceptadas hasta octubre de 2013, ordenadas alfabéticamente. Para cada una se indica el nombre binomial seguido del autor, abreviado según las convenciones y usos.
- Gymnocarpos argenteus Petruss. & Thulin
- Gymnocarpos bracteatus (Balf.f.) Petruss. & Thulin
- Gymnocarpos decandrus Forssk.
- Gymnocarpos dhofarensis Petruss. & Thulin
- Gymnocarpos kuriensis (Radcl.-Sm.) Petruss. & Thulin
- Gymnocarpos mahranus Petruss. & Thulin
- Gymnocarpos parvibractus (M.G.Gilbert) Petruss. & Thulin
- Gymnocarpos przewalskii Bunge ex Maxim.
- Gymnocarpos rotundifolius Petruss. & Thulin
- Gymnocarpos sclerocephalus (Decne.) Dahlgren & Thulin